# 김해시의 마천루 목록
대한민국 경상남도 김해시의 마천루 목록이다. 대한민국의 「초고층 및 지하연계 복합건축물 재난관리에 관한 특별법」에 따르면 '초고층 건축물' 이란 층수가 50층 이상 또는 높이가 200m 이상인 건축물을 말한다.

## 마천루 순위
본 목록은 완공되었거나, 상량식을 끝낸 마천루이다.
| 순위 | 이름                               | 사진 | 위치   | 높이 | 층수 | 완공 연도 | 비고                                 |
| ---- | ---------------------------------- | ---- | ------ | ---- | ---- | --------- | ------------------------------------ |
| 1=   | 김해 푸르지오 하이엔드 1단지 101동 |      | 삼안동 | 154m | 46층 | 2021년    | 현재, 김해시에서 가장 높은 마천루다. |
| 1=   | 김해 푸르지오 하이엔드 1단지 102동 |      | 삼안동 | 154m | 46층 | 2021년    | 현재, 김해시에서 가장 높은 마천루다. |
| 3=   | 김해 푸르지오 하이엔드 1단지 105동 |      | 안동   | 138m | 47층 | 2023년    | [ 3 ]                                |
| 3=   | 김해 푸르지오 하이엔드 1단지 107동 |      | 안동   | 138m | 47층 | 2023년    | [ 4 ]                                |
| 5=   | 김해 푸르지오 하이엔드 1단지 103동 |      | 안동   | 132m | 45층 | 2023년    | [ 5 ]                                |
| 5=   | 김해 푸르지오 하이엔드 1단지 106동 |      | 안동   | 132m | 45층 | 2023년    | [ 6 ]                                |
| 7=   | 부원역 그린코아 더 센텀 101동      |      | 부원동 | 123m | 39층 | 2018년    | [ 7 ]                                |
| 7=   | 부원역 그린코아 더 센텀 102동      |      | 부원동 | 123m | 39층 | 2018년    | [ 7 ]                                |
| 9    | 장유경동리인하이스트 104동         |      | 신문동 | 117m | 40층 | 2019년    | [ 8 ]                                |
| 10   | 장유경동리인하이스트 106동         |      | 신문동 | 116m | 40층 | 2019년    | [ 9 ]                                |
| 11   | 장유경동리인하이스트 105동         |      | 신문동 | 115m | 40층 | 2019년    | [ 10 ]                               |
| 12   | 대청천 경동 리인뷰 207동           |      | 신문동 | 113m | 38층 | 2023년    | [ 11 ]                               |
| 13=  | 김해 푸르지오 하이엔드 1단지 104동 |      | 안동   | 112m | 38층 | 2023년    | [ 12 ]                               |
| 13=  | 대청천 경동 리인뷰 206동           |      | 신문동 | 112m | 38층 | 2023년    | [ 13 ]                               |
| 15=  | 부원역 푸르지오 101동              |      | 봉황동 | 111m | 32층 | 2014년    | [ 14 ]                               |
| 15=  | 부원역 푸르지오 102동              |      | 봉황동 | 111m | 32층 | 2014년    | [ 15 ]                               |
| 15=  | 부원역 푸르지오 103동              |      | 봉황동 | 111m | 32층 | 2014년    | [ 16 ]                               |
| 15=  | 부원역 푸르지오 104동              |      | 봉황동 | 111m | 32층 | 2014년    | [ 17 ]                               |
| 15=  | 부원역 푸르지오 105동              |      | 봉황동 | 111m | 32층 | 2014년    | [ 18 ]                               |
| 20=  | 대청천 경동 리인뷰 204동           |      | 신문동 | 110m | 38층 | 2023년    | [ 19 ]                               |
| 20=  | 장유경동리인하이스트 107동         |      | 신문동 | 110m | 40층 | 2019년    | [ 20 ]                               |
| 22=  | 장유 삼정 그린코아더베스트 101동   |      | 무계동 | 107m | 38층 | 2020년    | [ 21 ]                               |
| 22=  | 장유 삼정 그린코아더베스트 102동   |      | 무계동 | 107m | 38층 | 2020년    | [ 22 ]                               |
| 22=  | 장유 삼정 그린코아더베스트 103동   |      | 무계동 | 107m | 38층 | 2020년    | [ 23 ]                               |
| 25   | 대청천 경동 리인뷰 205동           |      | 신문동 | 106m | 36층 | 2023년    | [ 24 ]                               |
| 26   | 대청천 경동 리인뷰 208동           |      | 신문동 | 105m | 35층 | 2023년    | [ 25 ]                               |

## 미완공 마천루

### 공사중인 마천루
이 목록은 현재 경상남도 김해시에서 공사가 진행중인 마천루이다.
| 이름                                           | 상태   | 위치   | 높이 | 층수 | 완공 예정  | 비고   |
| ---------------------------------------------- | ------ | ------ | ---- | ---- | ---------- | ------ |
| 김해 율하 더 스카이시티 제니스 앤 프라우 101동 | 공사중 | 신문동 | -    | 49층 | 2025년 2월 | [ 26 ] |
| 김해 율하 더 스카이시티 제니스 앤 프라우 102동 | 공사중 | 신문동 | -    | 49층 | 2025년 2월 | [ 27 ] |
| 김해 율하 더 스카이시티 제니스 앤 프라우 103동 | 공사중 | 신문동 | -    | 49층 | 2025년 2월 | [ 28 ] |
| 김해 율하 더 스카이시티 제니스 앤 프라우 104동 | 공사중 | 신문동 | -    | 49층 | 2025년 2월 | [ 29 ] |
| 김해 율하 더 스카이시티 제니스 앤 프라우 105동 | 공사중 | 신문동 | -    | 49층 | 2025년 2월 | [ 30 ] |
| 김해 율하 더 스카이시티 제니스 앤 프라우 106동 | 공사중 | 신문동 | -    | 49층 | 2025년 2월 | [ 31 ] |
| 김해 율하 더 스카이시티 제니스 앤 프라우 107동 | 공사중 | 신문동 | -    | 49층 | 2025년 2월 | [ 32 ] |
| 김해 율하 더 스카이시티 제니스 앤 프라우 108동 | 공사중 | 신문동 | -    | 49층 | 2025년 2월 | [ 33 ] |
| 김해 율하 더 스카이시티 제니스 앤 프라우 109동 | 공사중 | 신문동 | -    | 49층 | 2025년 2월 | [ 34 ] |
| 김해 율하 더 스카이시티 제니스 앤 프라우 110동 | 공사중 | 신문동 | -    | 49층 | 2025년 2월 | [ 35 ] |
| 김해 율하 더 스카이시티 제니스 앤 프라우 111동 | 공사중 | 신문동 | -    | 49층 | 2025년 2월 | [ 36 ] |
| 김해 율하 더 스카이시티 제니스 앤 프라우 112동 | 공사중 | 신문동 | -    | 49층 | 2025년 2월 | [ 37 ] |
| 김해 율하 더 스카이시티 제니스 앤 프라우 113동 | 공사중 | 신문동 | -    | 49층 | 2025년 2월 | [ 38 ] |

### 계획중인 마천루
현재 계획이 진행중인 마천루이다.
| 이름                         | 위치   | 높이 | 층수 | 완공 예정 | 비고 |
| ---------------------------- | ------ | ---- | ---- | --------- | ---- |
| 어방동 공동주택              | 어방동 | -    | 49층 | -         |      |
| 신문동 600번지 일원 주상복합 | 신문동 | -    | 45층 | -         |      |
| 부원동 262번지 일원 주상복합 | 부원동 | -    | 42층 | -         |      |
| 장유무계지구 4블록 주상복합  | 무계동 | -    | 42층 | -         |      |

## 같이 보기
- 김해시
- 마천루 목록
- 아시아의 마천루 목록
- 대한민국의 마천루 목록